# Wyspa Hoockera
Wyspa Hoockera (ros. остров Гукера, trl. ostrov Gukera, trb. ostrow Gukiera) – jedna z wysp w arktycznym archipelagu Ziemi Franciszka Józefa, położona w jego środkowej części. Administracyjnie należy do rosyjskiego obwodu archangielskiego. 
Ma powierzchnię blisko 460 km². Najwyższy szczyt wyspy Kupoł Dżensona (Купол Дженсона) wznosi się na wysokość 576 m n.p.m.
Wyspa została nazwana na cześć Josepha Daltona Hookera, brytyjskiego botanika i odkrywcy.